# Ana de Pedruja y Pérez
Ana de Pedruja y Pérez, O.C.D. (řeholním jménem: Anna od svatého Augustina; 11. prosince 1555 Valladolid – 11. prosince 1624 Villanueva de la Jara) byla španělská řeholnice, bosá karmelitánka a mystička.

## Život
Narodila se 11. prosince 1555 ve Valladolidu.
Dne 3. května 1575 vstoupila do noviciátu kláštera bosých karmelitánek v Malagónu, kde 4. května 1578 složila řeholní sliby. V únoru 1580 doprovázela svatou Terezii od Ježíše k založení nového kláštera ve Villanueva de la Jara, kde skupina devíti žen žila poustevnickým životem bez řeholních pravidel. Roku 1596 byla zvolena převorkou komunity a dohlížela na stavbu kláštera a přilehlého kostela. Roku 1600 založila nový klášter ve Valera de Abajo v provincii Cuenca a v roce 1616 se vrátila do svého kláštera ve Villanueva de la Jara.
V letech 1606–1609 nadiktovala na příkaz představených matce Antonii de Jesús svůj životopis. Ve svém životopise popisuje její zjevení, které bylo jako v případě mystičky Isabely de Rocabertí i Soler považováno za nevěrohodné.
Zemřela 11. prosince 1624.

## Proces svatořečení
Proces svatořečení byl zahájen čtyři roky po její smrti. Dne 15. září 1776 uznal papež Pius VI. její hrdinské ctnosti.